# Faith (film 1916)
Faith è un film muto del 1916 diretto da James Kirkwood che ne scrisse anche la sceneggiatura. Prodotto dall'American Film Manufacturing Company, il film aveva come interpreti Mary Miles Minter, Lizette Thorne, Clarence Burton, Perry Banks.

## Trama
Rimasta vedova dopo un matrimonio avversato da suo padre, il ricco John Thorpe, Helen mette alla luce una bambina che le viene sottratta dal padre. La neonata viene affidata a un orfanotrofio, mentre a Helen viene detto che la piccola è morta. Quindici anni dopo, la ragazza, Faith, va a lavorare come domestica in casa dei Thorpe, ignorando di essere la nipote del vecchio John. La figliastra di questi, Laura, rimane incinta ma il suo ragazza rifiuta di sposarla. Per pagarsi l'aborto, Laura ruba dalla cassaforte di Thorpe il denaro che le serve per l'operazione e convince Faith a prendersene la colpa. In tribunale, Faith sarà difesa dall'avvocato Mark Strong che riuscirà a dimostrare la sua innocenza e, dopo aver raccontato la sua storia, la riunirà finalmente con sua madre.

## Produzione
Il film fu prodotto dall'American Film Manufacturing Company. Fu il terzo film che la quattordicenne Mary Miles Minter girò per la Mutual Star Production dopo Youth's Endearing Charm e Youth's Endearing Charm. Per la giovane attrice fu anche la prima volta che recitava in un film con la sorella Margaret Shelby.
Le riprese furono completate negli studi di Santa Barbara dell'American Film .

## Distribuzione
Il copyright del film, richiesto dalla American Film Co., Inc., fu registrato il 15 dicembre 1916 con il numero LP15926.

Distribuito dalla Mutual, il film uscì nelle sale cinematografiche statunitensi il 30 ottobre 1916. In Francia, fu distribuito come L'Enfant du péché.

Nel 1921, l'American Film fece una riedizione, dando loro nuovi titoli, di una serie di film interpretati da Mary Miles Minter tra cui Faith, che venne distribuito, sotto copyright, come The Virtuous Outcast.

### Conservazione
Copia completa della pellicola si trova conservata negli archivi del George Eastman House di Rochester.